# Pinkpop
Le Pinkpop, ou Pinkpop Festival, est un festival de pop et rock organisé entre mi-mai et début juin à Landgraaf, aux Pays-Bas. Il est l'un des plus importants du genre, de par les artistes qui le fréquentent chaque année,.

## Histoire

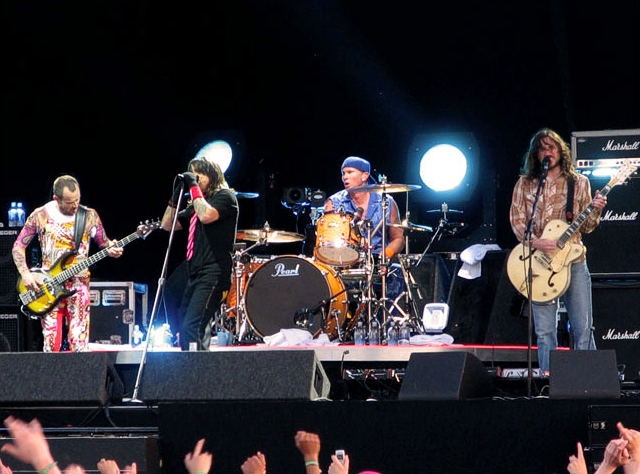
Live des Red Hot Chili Peppers.

Le festival est un des pionniers des festivals européens, et est reconnu par le Livre Guinness des records comme le plus vieux festival annuel du monde. Depuis sa première édition en 1970, le festival a beaucoup grossi et peut aujourd'hui se vanter de figurer parmi les plus gros festivals européens du point de vue de sa fréquentation ; 10 000 (1970) à 70 000 (1994) festivaliers se rendent chaque année à Geleen et, depuis 1988, à Landgraaf.
Le nom Pinkpop vient de la date à laquelle le festival est organisée : depuis 1970, à l'exception près de 2008, le festival est organisé durant le week-end de la Pentecôte, Pinksteren en néerlandais.
Le Pinkpop est, depuis, établi comme un festival de trois jours, du samedi au lundi lors du week-end de la Pentecôte, ou du vendredi au dimanche dans les autres cas, avec une capacité de 70 000 personnes  par jour et des spectacles sur quatre scènes distinctes. De 2006 à 2011, le Pinkpop affiche complet six années de suite et, en 44 éditions, plus de 2 millions de personnes ont assisté au Pinkpop. Quelque 700 artistes se sont produits au festival.
Un accident de la circulation mortel impliquant des visiteurs de festival s'est produit tôt le matin du 18 juin 2018. Après le festival, vers 4 heures, un groupe de personnes étaient assises en cercle sur la chaussée à dix mètres du camping lorsqu'elles ont été fauchées par une camionnette. Une personne du groupe a été tuée et trois autres gravement blessées. Au cours de la prestation des Foo Fighters le 16 juin 2018, la désintégration d'un grand météore était observé dans le ciel juste derrière la scène principale et enregistré en vidéo. La boule de feu et sa décomposition ont également été observées ailleurs au Benelux, en Allemagne et en France. Une analyse de plus de 200 récits des comptes témoins a montré que la décroissance a eu lieu à 23h11 heure locale près de la ville de Liège en Belgique, 55 km du Pinkpop festival.

## Programmations

### 2005
| 3FM-stage   | Mainstage             |
| ----------- | --------------------- |
| The Coral   | Mindfold (nl)         |
| Rowwen Hèze | Intwine (en)          |
| Epica       | Millencolin           |
| Epica       | The Chemical Brothers |

| 3FM-stage       | Mainstage         |
| --------------- | ----------------- |
| Moneybrother    | Molotov           |
| Madrugada       | Sick of It All    |
| The Frames      | Beef              |
| De Heideroosjes | Within Temptation |
| De Heideroosjes | The Prodigy       |

| John Peel-stage | 3FM-stage       | Mainstage                                      |
| --------------- | --------------- | ---------------------------------------------- |
| Triggerfinger   | Wir sind Helden | The Presidents of the United States of America |
| Thirteen Senses | Di-rect (en)    | Beth Hart                                      |
| Kaiser Chiefs   | Cake            | Novastar                                       |
| Bloc Party      | Apocalyptica    | Golden Earring                                 |
| Gabriel Ríos    | Saybia (en)     | Kane                                           |
| Gabriel Ríos    | Saybia (en)     | Faithless                                      |

### 2006
| BUMA / John Peel Stage | 3FM-stage       | Mainstage         |
| ---------------------- | --------------- | ----------------- |
| ALIZE                  | Kubb            | The Dresden Dolls |
| Mo'Jones (en)          | Admiral Freebee | Nelly Furtado     |
| Kraak & Smaak          | Paul Weller     | Kaiser Chiefs     |
| Kraak & Smaak          | Paul Weller     | Placebo           |

| BUMA / John Peel Stage | 3FM-stage    | Mainstage       |
| ---------------------- | ------------ | --------------- |
| The Rakes              | VanKatoen    | Kashmir         |
| The Zutons             | Dredg        | Bloodhound Gang |
| Infadels               | Danko Jones  | Racoon          |
| Hooverphonic           | Skin         | dEUS            |
| Hooverphonic           | Alter Bridge | Tool            |

| BUMA / John Peel Stage | 3FM-stage         | Mainstage             |
| ---------------------- | ----------------- | --------------------- |
| Living Things          | Soulfly           | Pete Murray           |
| Jamie Lidell           | David Keenan (en) | Bløf                  |
| Editors                | Deftones          | Keane                 |
| The Flaming Lips       | Nickelback        | Franz Ferdinand       |
| Opgezwolle             | Morrissey         | Red Hot Chili Peppers |

### 2007

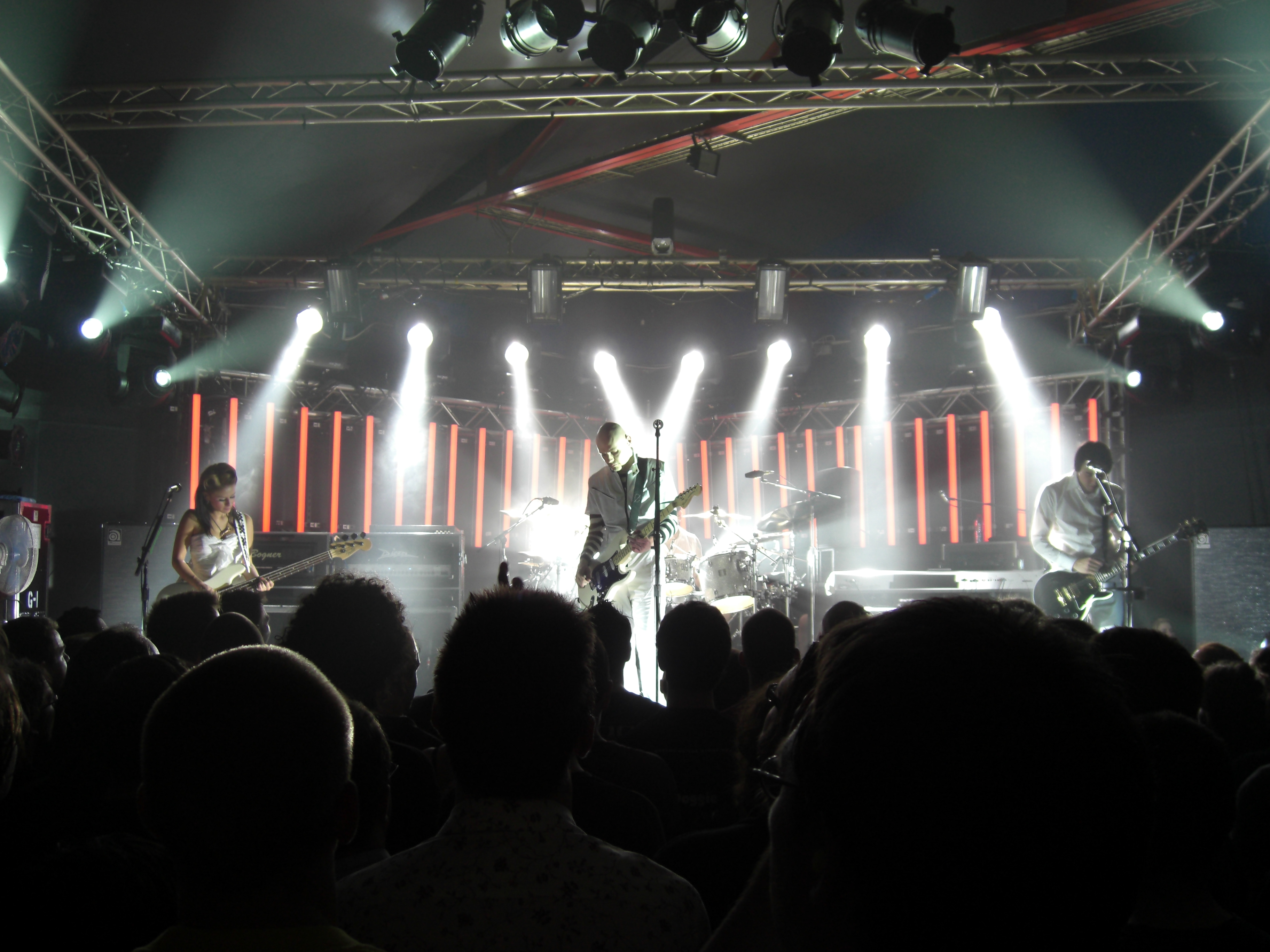
The Smashing Pumpkins (Atelier, Luxembourg).

| BUMA / John Peel Stage | 3FM-stage       | Mainstage              |
| ---------------------- | --------------- | ---------------------- |
| Viberiders             | Noisettes       | Goose                  |
| Stevie Ann (en)        | Wir sind Helden | Juliette and the Licks |
| C-mon & Kypski (en)    | Good Charlotte  | Within Temptation      |
| C-mon & Kypski (en)    | Good Charlotte  | Marilyn Manson         |

| BUMA / John Peel Stage | 3FM-stage      | Mainstage            |
| ---------------------- | -------------- | -------------------- |
| The Nightwatchman      | Ozark Henry    | Gabriel Ríos         |
| Paolo Nutini           | Gogol Bordello | Razorlight           |
| Maxïmo Park            | Ilse DeLange   | Iggy and the Stooges |
| Amy Winehouse          | Lostprophets   | Snow Patrol          |
| Amy Winehouse          | Lostprophets   | Muse                 |

| BUMA / John Peel Stage | 3FM-stage              | Mainstage             |
| ---------------------- | ---------------------- | --------------------- |
| Five O'Clock Heroes    | Thirty Seconds to Mars | The Fratellis         |
| The Magic Numbers      | Stone Sour             | Wolfmother            |
| Maria Mena             | Dave Matthews Band     | Scissor Sisters       |
| Macy Gray              | Korn                   | Arctic Monkeys        |
| The Kooks              | Evanescence            | Linkin Park           |
| The Kooks              | Evanescence            | The Smashing Pumpkins |

### 2008
Les organisateurs ont décidé de limiter les tickets au nombre de 60 000.
| Mainstage      | 3FM-stage     | BUMA / John Peel Stage |
| -------------- | ------------- | ---------------------- |
| Metallica      | Chris Cornell | Jonathan Davis         |
| Incubus        | Alter Bridge  | Porcupine Tree         |
| Flogging Molly | SAT2D (nl)    | Porcupine Tree         |

| Mainstage     | 3FM-stage     | BUMA / John Peel Stage |
| ------------- | ------------- | ---------------------- |
| Foo Fighters  | The Verve     | Groove Armada          |
| Kaiser Chiefs | Novastar      | Justice                |
| Editors       | Bad Religion  | Mêlée                  |
| KT Tunstall   | Stereophonics | Mêlée                  |
| Moke (en)     | Stereophonics | Mêlée                  |

| Mainstage                | 3FM-stage                          | BUMA / John Peel Stage |
| ------------------------ | ---------------------------------- | ---------------------- |
| Rage Against the Machine | Counting Crows                     | Róisín Murphy          |
| Queens of the Stone Age  | Serj Tankian (ex-System of a Down) | Saybia (en)            |
| Racoon                   | The Hives                          | Pete Murray            |
| Gavin DeGraw             | Cavalera Conspiracy                | Kate Nash              |
| Fiction Plane            | The Wombats                        | Patrick Watson         |
| Alanis Morissette        | The Wombats                        | Patrick Watson         |

### 2009

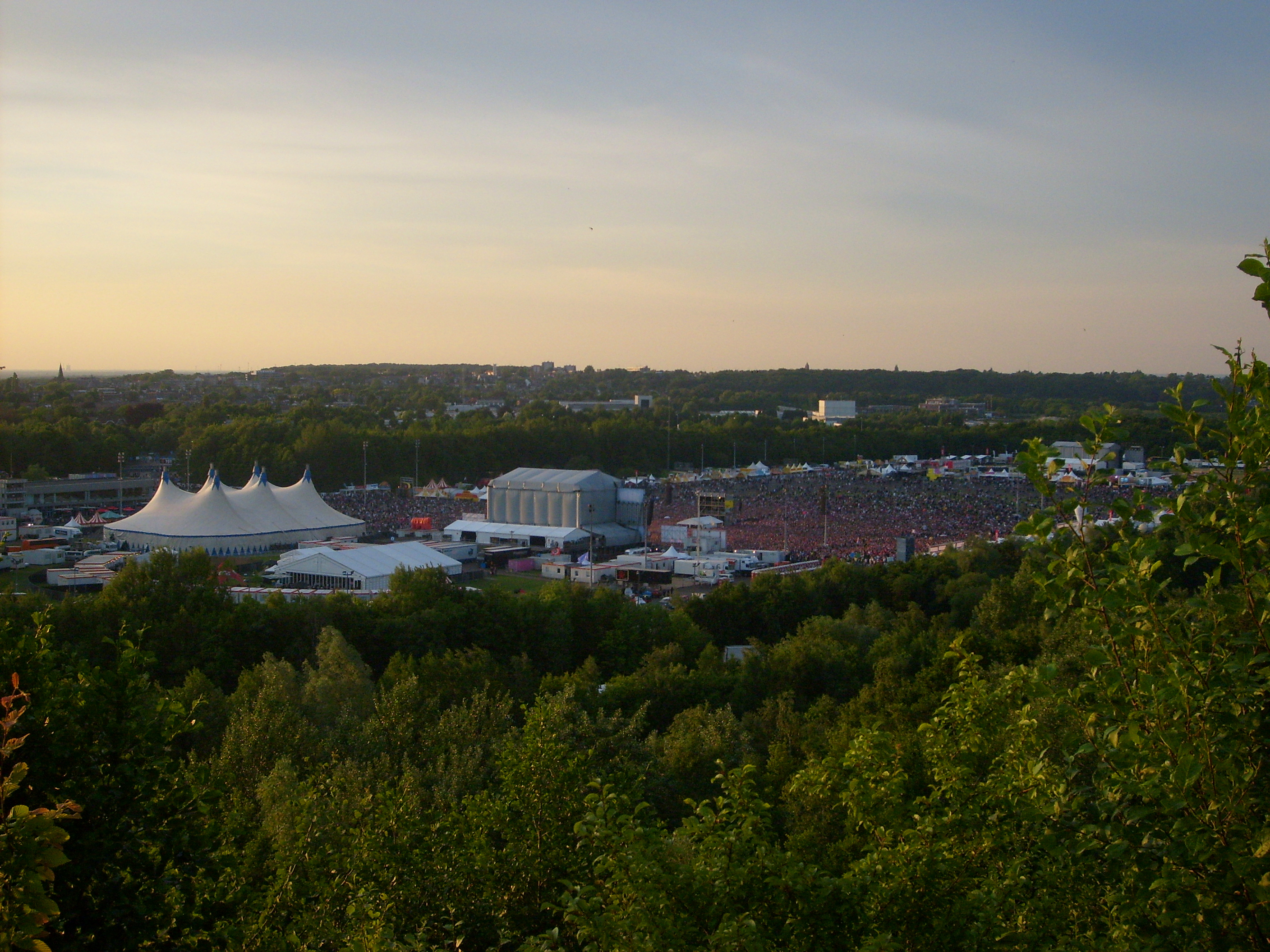
Pinkpop 2009.

Le festival a lieu du 30 mai au 1er juin 2009. Il fait participer Bruce Springsteen, Placebo, Snow Patrol, Franz Ferdinand, The Killers, Madness, Volbeat, Keane, The Kooks, Elbow, White Lies, The Ting Tings, Noisettes...

### 2010
Le festival a lieu du 28 au 30 mai. Il fait participer Green Day, Rammstein, The Prodigy, Skunk Anansie, Kasabian, Editors, Motörhead, Pixies, Biffy Clyro, Pink, Gossip, Florence and the Machine, Mika, The Maccabees...

### 2011
Le festival a lieu du 11 au 13 juin 2011.
- 11 juin 2011 : Coldplay, Elbow, Lifehouse, De Statt, Alter Bridge, Simple Plan, Manic Street Preachers, Selah Sue, Ash, Madi.
- 12 juin 2011 : Kings of Leon, White Lies, Wolfmother, Tim Knol (en), Avenged Sevenfold, Justin Nozuka, The Bloody Beetroots Death Crew 77, Graffiti6 (en), Laura Jansen (en).
- 13 juin 2011 : Foo Fighters, Kaiser Chiefs, Volbeat, Go Back to the Zoo (en), Two Door Cinema Club, Scouting for Girls, Thirty Seconds to Mars, The Script, The Gaslight Anthem, Beatsteaks, Plain White T's, Deadmau5, Band of Horses, All Time Low, Tjeerd Bomhof (nl) (Dazzled Kid).

### 2012
Le festival a lieu du 26 au 28 mai 2012.
- 26 mai 2012 : Bruce Springsteen, Mumford and Sons, James Morrison, The Hives, The Specials, Herbert Grönemeyer, Seasick Steve, Blood Red Shoes, Gers Pardoel (en), Rival Sons, Paul Kalkbrenner, Chef'Special (en), Miike Snow, Jonathan Jeremiah, Serena Pryne and the Mandevilles.

- 27 mai 2012 : Linkin Park, Keane, Soundgarden, The Wombats, The Kyteman Orchestra, Mastodon, Racoon, Babylon Circus, The BossHoss, Chase and Status, Sharon Jones and the Dap-Kings, Bombay Bicycle Club, Hungry Kids of Hungary (en).

- 28 mai 2012 : The Cure, Anouk, The Ting Tings, The Asteroids Galaxy Tour, Kyuss Lives!, Moss, Will and the People (nl), Ben Howard, The Afghan Whigs, Major Tom.

### 2013
Le festival a lieu du 14 au 16 juin 2013. Il fait participer Green Day, Queens of the Stone Age, Kings of Leon, The Killers, Taymir (nl), Thirty Seconds to Mars, Phoenix, Paramore, Stereophonics, The Script, Jimmy Eat World, The Vaccines, The Gaslight Anthem, Triggerfinger, Ben Howard, C2C.

### 2014
Le festival a lieu du 7 au 9 juin 2014. Il fait participer The Rolling Stones, Arctic Monkeys, Metallica, John Mayer, Editors, Arcade Fire, Stromae, Avenged Sevenfold, Biffy Clyro, Ed Sheeran, The Kooks, Robert Plant and the Sensational Space Shifters, Paolo Nutini, Jake Bugg, Bastille, Flogging Molly, Ed Kowalczyk (en), Chef'Special (en), Rob Zombie, Mastodon, Joe Bonamassa, Haim, Rudimental, Limp Bizkit, North Mississippi Allstars, John Newman, Kodaline, Jett Rebel, Epica, Gogol Bordello, White Lies, The Boxer Rebellion, Bombay Bicycle Club, Ghost, Twenty One Pilots, Portugal. The Man, Clean Bandit, Les Djinns.

### 2015

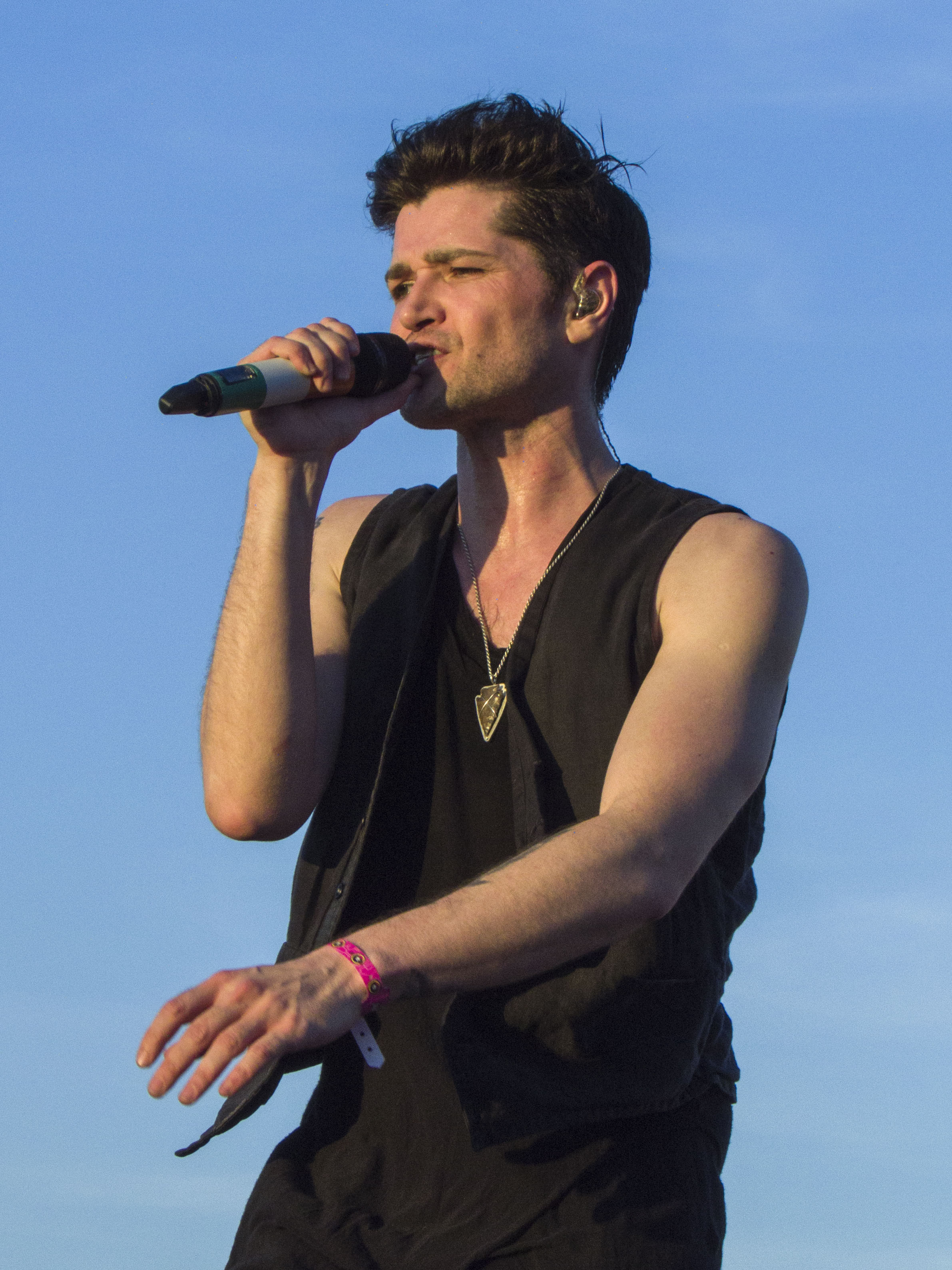
Danny O'Donoghue, le chanteur du groupe The Script, Pinkpop, 2015

Le festival a lieu du 12 au 14 juin 2015.
- Vendredi 12 juin : Muse, Elbow, Slash feat. Myles Kennedy et The Conspirators (en), George Ezra, Faith No More, Above and Beyond, Paloma Faith, Gavin James, DJ's Waxfiend et Prime feat. Jebroer, Adje Pop Evil, Jick Munro and the Amazing Laserberms, etc.

- Samedi 13 juin : Robbie Williams, Avicii, The Script, Anouk, Kensington, Eagles of Death Metal, Dotan, The Wombats, Selah Sue, Sheppard, John Coffey, Magic!, Joost van Bellen (en), East Cameron Folklore, etc.

- Dimanche 14 juin : Foo Fighters, Pharrell Williams, Sam Smith, OneRepublic, Rise Against, De Jeugd van Tegenwoordig, Counting Crows, Fiddler's Green, Typhoon, Kovacs, Kitty, Daisy and Lewis, Oscar and the Wolf, Nick Mulvey, Urbanus and De Fanfaar (nl), Willie Wartaal (nl) and Doopelgang, Ewert and The Two Dragons, Pierce Brothers, etc.

### 2016
Le festival a lieu du 10 au 12 juin 2016,.
| Mainstage             | 3FM Stage       | Brand Bier Stage | Stage 4                           | Garden of Love |
| --------------------- | --------------- | ---------------- | --------------------------------- | -------------- |
| The Common Linnets    | Gary Clark, Jr. | Stroksky         | The Struts                        | Clean Pete     |
| Bastille              | Years and Years | Lukas Graham     | Sarah Hartman                     | Clean Pete     |
| James Bay             | Major Lazer     | Bear's Den       | One Ok Rock                       | Clean Pete     |
| Red Hot Chili Peppers | Major Lazer     | De Staat         | Skip and Die (DJ-Set) and Friends | Clean Pete     |

| Mainstage          | 3FM Stage  | Brand Bier Stage    | Stage 4              | Garden of Love |
| ------------------ | ---------- | ------------------- | -------------------- | -------------- |
| Walk off the Earth | Imelda May | Miamigo             | The Sore Losers (en) | Madi Hermens   |
| James Morrison     | Halestorm  | Lucas Hamming       | Parquet Courts       | Madi Hermens   |
| Lianne La Havas    | Skillet    | Matt Simons         | Lucky Fonz III (en)  | Madi Hermens   |
| Doe Maar           | Ghost      | Nothing But Thieves | Bazart               | Madi Hermens   |
| Rammstein          | Puscifer   | Robin Schulz        | Noisia               | Madi Hermens   |

| Mainstage      | 3FM Stage            | Brand Bier Stage              | Stage 4                                                            | Garden of Love |
| -------------- | -------------------- | ----------------------------- | ------------------------------------------------------------------ | -------------- |
| Douwe Bob      | Jungle by Night (nl) | Harts                         | Walking on Cars (en)                                               | Midas          |
| John Newman    | Tom Odell            | St. Paul and The Broken Bones | Slaves                                                             | Midas          |
| Kygo           | All Time Low         | Jamie Lawson                  | The London Souls                                                   | Midas          |
| Lionel Richie  | Bring Me the Horizon | Vintage Trouble               | Graveyard                                                          | Midas          |
| Paul McCartney | Skunk Anansie        | Balthazar                     | DJ's Waxfiend and Prime / Sevn Alias (live) / Broederliefde (live) | Midas          |

### 2017
Le festival a lieu du 3 au 5 juin 2017,.

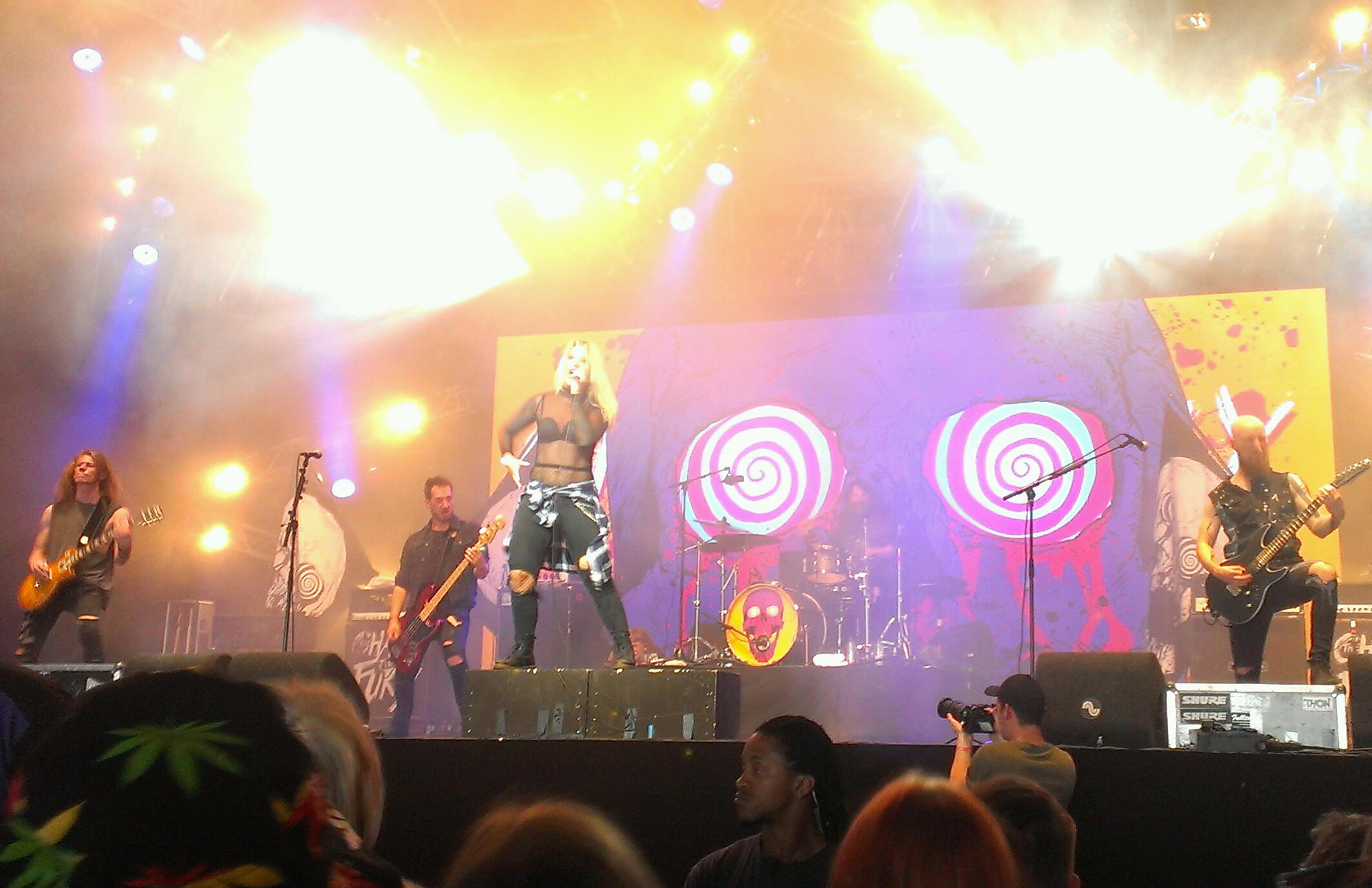
The Charm the Fury, Pinkpop, 2017

| Mainstage         | 3FM Stage               | Tent Stage       | Stage 4                           | Garden of Love |
| ----------------- | ----------------------- | ---------------- | --------------------------------- | -------------- |
| James TW (en)     | White Lies              | The Ten Bells    | Alma                              | Lotte Walda    |
| Chef'Special (en) | Kaiser Chiefs           | Pierce Brothers  | Declan McKenna                    | Lotte Walda    |
| Kensington        | Five Finger Death Punch | Crystal Fighters | Ronnie Flex and Deuxperience Band | Lotte Walda    |
| Justin Bieber     | Five Finger Death Punch | Richard Ashcroft | Ronnie Flex and Deuxperience Band | Lotte Walda    |
| Martin Garrix     | Five Finger Death Punch | Richard Ashcroft | Ronnie Flex and Deuxperience Band | Lotte Walda    |

| Mainstage       | 3FM Stage    | Tent Stage          | Stage 4                | Garden of Love  |
| --------------- | ------------ | ------------------- | ---------------------- | --------------- |
| Gavin James     | Anne-Marie   | Jack Savoretti (en) | Undeclinable Ambuscade | Charl Delemarre |
| Kodaline        | James Arthur | My Baby             | Busty and the Bass     | Charl Delemarre |
| Broederliefde   | Clean Bandit | The Charm the Fury  | Amber Run              | Charl Delemarre |
| Imagine Dragons | Biffy Clyro  | Birdy               | Bomba Estéreo          | Charl Delemarre |
| Green Day       | Sean Paul    | Rancid              | Bomba Estéreo          | Charl Delemarre |

| Mainstage     | 3FM Stage         | Tent Stage        | Stage 4         | Garden of Love |
| ------------- | ----------------- | ----------------- | --------------- | -------------- |
| Seasick Steve | Machine Gun Kelly | Gutterdämmerung   | Midas           | Gerson Main    |
| Guus Meeuwis  | Rag'n'Bone Man    | Oh Wonder         | Don Broco       | Gerson Main    |
| Passenger     | Sum 41            | Liam Gallagher    | Chris Ayer (en) | Gerson Main    |
| Live          | Prophets of Rage  | Fat Freddy's Drop | JP Cooper (en)  | Gerson Main    |
| Kings of Leon | System of a Down  | MØ                | JP Cooper (en)  | Gerson Main    |

### 2018
Le festival a lieu du 15 au 17 juin 2018,.
| Mainstage   | Neon Stage    | Brightlands Stage       | Stage 4      | Garden of Love |
| ----------- | ------------- | ----------------------- | ------------ | -------------- |
| Lil' Kleine | Jess Glynne   | Walden                  | Slydigs      | Aïcha Cherif   |
| Bløf        | Oh Wonder     | The Last Internationale | The Academic | Aïcha Cherif   |
| Snow Patrol | The Offspring | Blaudzun (en)           | Donnie       | Aïcha Cherif   |
| Pearl Jam   | The Offspring | Oliver Heldens          | Donnie       | Aïcha Cherif   |

| Mainstage            | Neon Stage                         | Brightlands Stage | Stage 4                      | Garden of Love |
| -------------------- | ---------------------------------- | ----------------- | ---------------------------- | -------------- |
| Walking on Cars (en) | JP Cooper (en)                     | Marmozets         | Theo Lawrence and The Hearts | Riley Pearce   |
| Miss Montreal (nl)   | Parov Stelar                       | Aurora            | Gang of Youths (en)          | Riley Pearce   |
| Nothing But Thieves  | A Perfect Circle                   | Sevn Alias        | Youngr (en)                  | Riley Pearce   |
| The Script           | Noel Gallagher's High Flying Birds | Alan Walker       | De Likt                      | Riley Pearce   |
| Foo Fighters         | Noel Gallagher's High Flying Birds | Alan Walker       | De Likt                      | Riley Pearce   |

| Mainstage                | Neon Stage         | Brightlands Stage                                      | Stage 4               | Garden of Love |
| ------------------------ | ------------------ | ------------------------------------------------------ | --------------------- | -------------- |
| Ronnie Flex Duexperience | Michelle David     | Cloves                                                 | Tom Walker            | Blackbird      |
| Jessie J                 | Milky Chance       | Mann                                                   | The Overslept         | Blackbird      |
| The Kooks                | Years and Years    | Brian Fallon, The Howling Weather, The Gospel Sessions | Scarlet Pleasure (en) | Blackbird      |
| Editors                  | Triggerfinger      | Don Diablo                                             | Sigrid                | Blackbird      |
| Bruno Mars               | Oscar And The Wolf | Greta Van Fleet                                        | Sigrid                | Blackbird      |

### 2019
Le festival a lieu du 8 au 10 juin 2019.
- Samedi 8 juin 2019 :  Mumford and Sons, Jamiroquai, Elbow, Anouk, George Ezra, Jacob Banks, Cage the Elephant, Bazart, Golden Earring, San Holo, Halestorm, Davina Michelle, Syml, Yungblud, Jacin Trill, Leaf (nl), Hippo Campus (en), Badflower, Grace Carter, Soham De, Mt. Atlas.

- Dimanche 9 juin 2019 : The Cure, Lenny Kravitz, Armin van Buuren, Die Antwoord, J Balvin, Krezip, Mark Ronson, The Kooks, Rowwen Hèze, Kraantje Pappie (en), Miles Kane, White Lies, Jack Savoretti (en), Blood Red Shoes, Izzy Bizu, Barns Courtney, Confidence Man, Au/Ra, Nana Adjoa (nl) (solo).

- Lundi 10 juin 2019 : Fleetwood Mac, Bastille, Major Lazer, Slash feat. Myles Kennedy et The Conspirators (en), Dropkick Murphys, The 1975, Tenacious D, Bring Me the Horizon, Jett Rebel, Michael Kiwanuka, First Aid Kit, The BossHoss, The Pretenders, Sam Fender, Indian Askin (nl), The Marcus King Band, Palaye Royale, Coely, Coldrain, David Keenan (en).

### 2020-2021
Le festival était prévu du 19 au 21 juin 2020. Il a été reporté à l'année suivante, du 18 au 20 juin 2021.
- Vendredi 18 juin 2021 : Red Hot Chili Peppers, Twenty One Pilots, Nothing But Thieves, Kensington, 5 Seconds of Summer, Keane, Lost Frequencies live, Balthazar, Supergrass, JC Stewart (en), Elle Hollis, etc.

- Samedi 19 juin 2021 : Post Malone, Rag'n'Bone Man, Crowded House, Deftones, James Arthur, Mabel, Danny Vera, Frank Carter and the Rattlesnakes, etc.

- Dimanche 20 juin 2021 : Guns N' Roses, Volbeat, Anderson, .Paak et Free Nationals (en), Disturbed, Zara Larsson, Gojira, Dermot Kennedy, The Pretty Reckless, Of Monsters and Men, The Marcus King Band, Inhaler, etc.

### 2022
Le festival a lieu du 17 au 19 juin 2022,.
| South Stage       | IBA Parkstad Stage  | Tent Stage    | Stage 4             |
| ----------------- | ------------------- | ------------- | ------------------- |
| My Baby           | Floor Jansen        | Ellie Hollis  | Ten Times a Million |
| Danny Vera        | Idles               | Antoon (nl)   | JC Stewart (en)     |
| Nightwish         | Greta Van Fleet     | Blaudzun (en) | Smash Into Pieces   |
| Twenty One Pilots | Nothing But Thieves | Froukje       | Grandson            |
| Metallica         | Nothing But Thieves | Parcels       | Wies                |
| Metallica         | Nothing But Thieves | Parcels       | Sylvie Kreusch      |

| South Stage             | IBA Parkstad Stage | Tent Stage                        | Stage 4                 |
| ----------------------- | ------------------ | --------------------------------- | ----------------------- |
| Ronnie Flex and The Fam | Son Mieux (nl)     | Nona                              | Ramkot                  |
| Crowded House           | Selah Sue          | Frank Carter and the Rattlesnakes | Remme                   |
| Kaleo                   | Chef'Special (en)  | Courtney Barnett                  | Saint Phnx (en)         |
| Måneskin                | Deftones           | Tones and I                       | KennyHoopla (en)        |
| Pearl Jam               | Royal Blood        | Lost Frequencies - Live           | The Last Internationale |
| Pearl Jam               | Royal Blood        | Lost Frequencies - Live           | Mimi Webb (en)          |

| South Stage                                 | IBA Parkstad Stage | Tent Stage           | Stage 4             |
| ------------------------------------------- | ------------------ | -------------------- | ------------------- |
| Maan (en)                                   | Joost              | Navarone             | Dead Poet Society   |
| Ziggy Marley : A Live Tribute to His Father | Turnstile          | Mother Mother        | W.H. Lung           |
| De Staat                                    | Zara Larsson       | Inhaler              | Hang Youth          |
| Nile Rodgers and Chic                       | Dermot Kennedy     | Interpol             | Meau                |
| Imagine Dragons                             | Volbeat            | Eefje de Visser (en) | Sea Girls           |
| Imagine Dragons                             | Volbeat            | Eefje de Visser (en) | Rare Americans (en) |

### 2023
Le festival a lieu du 16 au 18 juin 2023.
- Vendredi 16 juin 2023 : P!nk, Editors, The War on Drugs, Niall Noran, The Lumineers, Ellie Goulding, Electric Callboy, Frenna Deluxe, The Hu, Nova Twins, Madoux.

- Samedi 17 juin 2023 : Robbie Williams, Queens of the Stone Age, The Script, The Black Keys, Hollywood Vampires, Rondé (en), Disturbed.

- Dimanche 18 juin 2023 : Red Hot Chili Peppers, Machine Gun Kelly, OneRepublic, Goldband, Tash Sultana, Di-rect, Nathaniel Rateliff and the Night Sweats, I Prevail, Nielson, Donnie, Only The Poets (en).

### 2024
L'édition 2024 est prévue du 21 au 23 juin.
Vendredi 21 juin : Måneskin, Keane, Avril Lavigne, Royal Blood, Yungblud, Acda En De Munnik, Babymetal, Cian Ducrot, Nathaniel Rateliff & The Night Sweats, Palaye Royale, Polyphia, S10, Pommelien Thijs, Skindred, Tinlicker, Aviva, Dagny, Fleddy Melculy, Kawala, Mell VF, Nieve Ella, Jiri11
Samedi 22 juin : Calvin Harris, Nothing But Thieves, Anouk, Louis Tomlinson, Pendulum (live), Against The Current, The Analogues, Corey Taylor, De Jeudg Van Tegenwoordig, Douwe Bob, Froukje, John Coffey, Lauren Spencer Smith, Matt Maltese, Oliver Heldens, Chinchilla, Dead Pony, James Marriott, Lottery Winners, Ploegendienst, Tors, The Vices, Gideon Luciana
Dimanche 23 juin : Ed Sheeran, Sam Smith, Hozier, Limp Bizkit, Greta Van Fleet, Calum Scott, Davina Michelle, Dool, Isle Delange, The Interrupted, James Arthur, Jane's Addiction, Loreen, Meute, Sea Girls, Henry Moodie, Clockclock, Gunmoll, The K's, Ruby Waters, Talk, Yīnyīn